# Antonio Carannante
Antonio Carannante (Pozzuoli, 23 giugno 1965) è un allenatore di calcio ed ex calciatore italiano, di ruolo difensore e centrocampista.

## Carriera

### Giocatore

Carannante (accosciato, primo da sinistra) al Lecce nella stagione 1989-1990

Prodotto del vivaio napoletano (insieme a Ferrara, Baiano e altri), si affaccia in prima squadra nella stagione Serie A 1981-1982: l'esordio è datato 21 marzo 1982, contro il Torino, a 17 anni non ancora compiuti. A partire dalla stagione 1984-1985 si ritaglia stabilmente un posto in prima squadra, collezionando 17 presenze in quella stagione e 20 in quella successiva. A causa di un grave infortunio, salta per intero la stagione 1986-1987, in cui il Napoli conquista il suo primo scudetto e una Coppa Italia. Proprio in Coppa colleziona l'unica presenza stagionale, contro il Bologna.
Nel campionato successivo viene ceduto in prestito all'Ascoli. Con i marchigiani è titolare e realizza anche il primo gol in Serie A contro il Torino il 29 settembre 1987. Rientrato a Napoli, viene impiegato con continuità nella stagione 1988-1989, in cui i partenopei arrivano secondi in campionato e conquistano la Coppa UEFA. Al termine della stagione viene ceduto al Lecce nella trattativa che ha portato Marco Baroni al Napoli; con i salentini disputa due campionati di Serie A e uno di Serie B, nel quale gioca solamente 14 partite a causa di un nuovo infortunio.
Nel novembre del 1992 passa al Piacenza, sempre in Serie B. Con gli emiliani conquista la promozione in Serie A e viene riconfermato per il campionato successivo, alternandosi nel ruolo di terzino sinistro con Massimo Brioschi. Nel 1994 scende in Serie C1, all'Avellino, con cui conquista la promozione in Serie B vincendo i playoff. Conclude la carriera al Nola, sempre in Serie C1.
In carriera ha totalizzato complessivamente 178 presenze e 4 reti in Serie A, e 37 presenze e 1 rete in Serie B.

### Allenatore
Cessata l'attività agonistica, allena dal 2002 al 2004 i Giovanissimi del Napoli negli anni a cavallo del fallimento. e la Berretti nella stagione 2004/2005, passando poi all'incarico di osservatore e responsabile delle giovanili.
Per la stagione 2009-2010 viene chiamato sulla panchina del Neapolis Mugnano. Già a settembre, viene affiancato sulla panchina da Ezio Castellucci.
Dall'agosto del 2013 allena la formazione Juniores della Turris. Nell'estate successiva passa alla Gladiator, con le mansioni di direttore sportivo e successivamente subentra all'allenatore Giovanni Galdo sulla panchina del club.

## Palmarès

### Giocatore

#### Club

##### Competizioni nazionali
- Campionato italiano: 1

Napoli: 1986-1987
- Coppa Italia: 1

Napoli: 1986-1987

##### Competizioni internazionali
- Coppa UEFA: 1

Napoli: 1988-1989